# Апрелевка (Крым)
Апре́левка (до 1962 года Владимировка; укр. Апрелівка, крымскотат.  Aprelevka, Апрелевка) — село в Джанкойском районе Республики Крым, входит в состав Просторненского сельского поселения (согласно административно-территориальному делению Украины — Просторненского сельского совета Автономной Республики Крым).

## Население
| 2001 | 2014 |
| ---- | ---- |
| 375  | ↘281 |

Всеукраинская перепись 2001 года показала следующее распределение по носителям языка
| Язык             | Процент |
| ---------------- | ------- |
| русский          | 73.87   |
| украинский       | 19.47   |
| крымскотатарский | 3.47    |
| другие           | 0,27    |

### Динамика численности
| - 1915 год — 227/10 чел. - 1926 год — 155 чел. - 1939 год — 235 чел. - 1989 год — 357 чел. | - 2001 год — 375 чел. - 2009 год — 334 чел. - 2014 год — 281 чел. |

## Современное состояние
На 2017 год в Апрелевке числится 1 улица — Будённого; на 2009 год, по данным сельсовета, село занимало площадь 83,8 гектара на которой, в 103 дворах, проживало 334 человека. В селе действуют детский сад «Капелька», сельский клуб. Апрелевка связана автобусным сообщением с райцентром, городами Крыма и соседними населёнными пунктами.

## География
Апрелевка — село на востоке района, в степном Крыму, недалеко (2 км) от берега Сиваша, высота центра села над уровнем моря — 12 м. Соседние сёла: Антоновка в 2,2 км на северо-восток и Славянское в 2,3 км на запад. Расстояние до райцентра — около 31 километра (по шоссе), ближайшая железнодорожная станция — Азовская (на линии Джанкой — Феодосия) — примерно 20 километров. Транспортное сообщение осуществляется по региональной автодороге 35Н-169 Азовское — Стефановка (по украинской классификации — С-0-10445).

## История
Судя по доступным историческим документам, селение возникло в начале XX века, поскольку впервые упоминается в Статистическом справочнике Таврической губернии 1915 года, согласно которому в деревне Владимировка (2-й участок отрубов на земле Крестьянского поземельного банка) Ак-Шеихской волости Перекопского уезда числилось 26 дворов (все дворы с землёй) с русским населением в количестве 227 человек приписных жителей и 10 — «посторонних», из которых 123 мужчины и 114 женщин. Жители владели 503 десятинами удобной земли. В хозяйствах имелось 93 лошади, 25 коров и 77 голов мелкого скота.
После установления в Крыму Советской власти, по постановлению Крымревкома от 8 января 1921 года № 206 «Об изменении административных границ» была упразднена волостная система и в составе Джанкойского уезда был создан Джанкойский район. В 1922 году уезды преобразовали в округа. 11 октября 1923 года, согласно постановлению ВЦИК, в административное деление Крымской АССР были внесены изменения, в результате которых округа были ликвидированы, основной административной единицей стал Джанкойский район и село включили в его состав. Согласно Списку населённых пунктов Крымской АССР по Всесоюзной переписи 17 декабря 1926 года, в селе Владимировка, в составе упразднённого к 1940 году, Антониновского сельсовета Джанкойского района, числилось 28 дворов, все крестьянские, население составляло 155 человек, из них 132 русских, 20 евреев, 1 украинец, 1 чех, 1 записан в графе «прочие». После создания в 1935 году Колайского района (переименованного 14 декабря 1944 года в Азовский), село включили в его состав. По данным всесоюзная перепись населения 1939 года в селе проживало 235 человек.
После освобождения Крыма от фашистов в апреле 1944 года, 12 августа того же года было принято постановление № ГОКО-6372с «О переселении колхозников в районы Крыма» и в сентябре 1944 года в район приехали первые новоселы (162 семьи) из Житомирской области, а в начале 1950-х годов последовала вторая волна переселенцев из различных областей Украины. С 25 июня 1946 года Антониновка в составе Крымской области РСФСР, а 26 апреля 1954 года Крымская область была передана из состава РСФСР в состав УССР. На 15 июня 1960 года ещё Владимировка в составе Просторненского сельсовета.
Указом Президиума Верховного Совета УССР «Об укрупнении сельских районов Крымской области», от 30 декабря 1962 года Азовский район был упразднён и село вновь включили в состав Джанкойского. Видимо, тогда же, во избежание дублирования, Владимировку переименовали в Апрелевку (по справочнику «Крымская область. Административно-территориальное деление на 1 января 1968 года» в период с 1954 по 1968 год). По данным переписи 1989 года в селе проживало 357 человек. С 12 февраля 1991 года село в восстановленной Крымской АССР, 26 февраля 1992 года переименованной в Автономную Республику Крым. С 21 марта 2014 года в составе Крыма аннексирована Россией.